# القليعة (القليعة)
القليعة هي إحدى مشيخات المملكة المغربية، تتبع جغرافيا لعمالة إنزكان آيت ملول وإداريًا للقليعة. يقدر عدد سكانها بـ 1720 نسمة حسب الإحصاء الرسمي للسكان والسكنى لسنة 2004.